# Patrick J. Reynolds

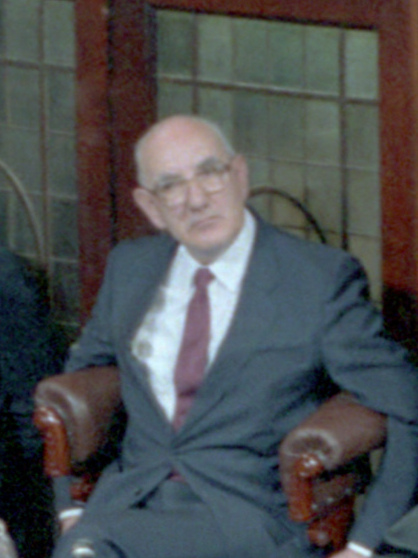
Patrick J. Reynolds (1984)

Patrick Joseph Reynolds (irisch Pádraig Mac Raghnaill, * 25. November 1920 in Killellan, County Leitrim; † 27. Dezember 2003 in Ballinamore, County Leitrim) war ein irischer Politiker der Fine Gael.

## Biografie
Reynolds war der Sohn von Patrick T. Reynolds, der von 1927 bis zu seiner Erschießung durch einen ehemaligen Offizier der Royal Irish Constabulary 1932 Mitglied im Unterhaus war und dort die Cumann na nGaedheal vertrat, sowie von Mary Reynolds, die von 1932 bis 1933 ebenfalls die Cumann na nGaedheal und später von 1937 bis 1961 die Fine Gael für die Wahlkreise Leitrim beziehungsweise Sligo-Leitrim im Unterhaus vertrat.
Er selbst war von Beruf Kaufmann, Landwirt sowie Auktionator. 1943 begann er seine politische Laufbahn in der Kommunalpolitik mit der Wahl zum Mitglied des Grafschaftsrates (County Council) des County Leitrim, dem er mehr als vierzig Jahre lang angehörte.
1961 wurde er als Kandidat der Fine Gael erstmals zum Abgeordneten in das Unterhaus (Dáil Éireann) gewählt und vertrat dort bis 1969 den Wahlkreis Roscommon. 1969 erlitt er als Kandidat im Wahlkreis Roscommon-Leitrim eine Wahlniederlage und schied aus dem Unterhaus aus. Im Anschluss wurde er jedoch als Mitglied in den Senat (Seanad Éireann) gewählt und vertrat dort für eine Legislaturperiode bis 1973 die Interessen der Gruppe der öffentlichen Verwaltung und Sozialeinrichtungen, den sogenannten Administrative Panel. Daneben war er von 1967 bis 1979 Vorsitzender des Grafschaftsrates des County Leitrim und hatte damit die längste Amtszeit in dieser Funktion.
Bei den Wahlen 1973 wurde er wieder zum Abgeordneten (Teachta Dála) gewählt und vertrat bis zu seiner erneuten Wahlniederlage 1977 den Wahlkreis Roscommon-Leitrim im Unterhaus. Premierminister (Taoiseach) Liam Cosgrave ernannte ihn am 16. Dezember 1976 zum Parlamentarischen Sekretär im Bildungsministerium sowie Parlamentarischen Sekretär im Ministerium für öffentliche Dienste. Diese Funktionen hatte er bis zum 25. Mai 1977 inne.
Nach seinem Ausscheiden aus dem Unterhaus wurde er 1977 erneut zum Senator gewählt. Diesem gehörte er nunmehr bis zu seinem Verzicht auf eine erneute Kandidatur 1987 als Vertreter der Gruppe Industrie und Finanzen an, dem sogenannten Industrial and Commercial Panel.
Zuletzt war Reynolds vom 23. Februar 1983 bis zum 25. April 1987 Cathaoirleach und damit Präsident des Senats.
Sein Sohn Gerry Reynolds war ebenfalls Senator sowie Teachta Dála der Fine Gael.